# Сере-мунду
Се́ре-му́нду (также бака, мамбу, ндого, нгака) — группа родственных адамава-убангийских народов, расселённых на территориях Демократической Республики Конго, Центральноафриканской Республики, Южного Судана и других стран Центральной Африки. К ним относятся народы сере, мунду, ндого, бака и другие. Общая численность народов сере-мунду оценивается в 570 тысяч человек. Традиционные быт и культура, а также история народов сере-мунду изучены слабо.

## Ареал и численность
Область расселения народов сере-мунду включает северо-восточные области Демократической Республики Конго, южные области Южного Судана, а также различные районы Центральноафриканской Республики. Небольшие группы сере-мунду проживают в Камеруне, Республике Конго и Габоне.
По оценочным данным 1980-х годов, которые опубликованы в издании «Народы и религии мира», численность сере-мунду составляла 338 тысяч человек, из них в Демократической Республики Конго — 171 тысяч человек, в Центральноафриканской Республике — 76 тысяч человек, в Южном Судане — 57 тысяч человек. По оценкам, которые даны в «Иллюстрированном энциклопедическом словаре» (2000), численность сере-мунду составляла 570 тысяч человек, из них в Демократической Республики Конго — 260 тысяч человек, в Центральноафриканской Республике — 110 тысяч человек, в Южном Судане — 100 тысяч человек. По современным оценкам, представленным на сайте Joshua Project, численность мунду составляет 64 тысяч человек, численность ндого — 30 тысяч человек, численность сере — 10 тысяч человек и т. д.

## Общие сведения
Традиционное занятие сере-мунду — ручное подсечно-огневое земледелие, выращивают сорго, просо, кукурузу, арахис, воандзею, маниок, ямс, овощи и другие культуры. Из ремёсел развиты гончарное ремесло и обработка дерева, которые в настоящее время вытесняются промышленным производством. Молодые мужчины всё чаще ездят на заработки в города. Развито народное творчество, в частности, музыкальный фольклор.
Жилища сере-мунду представляют собой круглые плетёные хижины с коническими крышами почти до земли. Поселения характеризуются круговой планировкой.
В качестве одежды используются набедренные повязки. В настоящее время всё больше распространяется и становится обычной европейская одежда.

## Языки
Народы сере-мунда говорят на языках убангийской подсемьи адамава-убангийской семьи нигеро-конголезской макросемьи. Эти языки (мунду, ндого, сере и другие) включаются в состав групп нгбака и сере ветви сере-нгбака-мба.

## Религия
В основном представители народов сере-мунду придерживаются традиционных верований (среди них широко распространены культ духов природы, почитание предков, вера в магию и ведовство), также среди сере-мунду есть значительные по численности группы христиан.